# Будберг, Александр Богданович
Барон Александр Богданович Будберг (нем. Alexander Gotthard Wilhelm Ludwig Balthasar Leopold Freiherr von Budberg-Bönninghausen; 1804—1879) — генерал-лейтенант Русской императорской армии.

## Биография
Родился 24 мая (5 июня) 1804 года в Регенсбурге в семье Богдана Васильевича Будберга.
В военную службу вступил в 1821 году; 23 апреля 1823 года был произведён из эстандарт-юнкеров в корнеты лейб-гвардии Конного полка. С 1 января 1828 года — адъютант генерала от кавалерии графа П. П. Палена; с 4 марта 1828 года — подполковник Гусарского эрцгерцога Фердинанда полка.
Участвовал в русско-турецкой войне 1828—1829 годов и в подавлении восстания в Польше в 1831 году.
Был произведён 8 января 1837 года в полковники и переведён в Александрийский гусарский полк, затем назначен командиром этого полка; 7 апреля 1846 года произведён в генерал-майоры.
С 5 июля 1848 года по 1 января 1856 года командовал лейб-гвардии Гусарским Его Величества полком; 6 ноября 1855 года зачислен в Свиту Его Императорского Величества. Одновременно являлся командиром 2-й бригады 1-й гвардейской лёгкой кавалерийской дивизии. С 1 января 1856 года получил назначение командующим 2-й гвардейской лёгкой кавалерийской дивизией, сменив возглавившего сводный гвардейский кавалерийский корпус барона А. Е. Энгельгардта.
В день коронации императора Александра II 26 августа 1856 года произведён в генерал-лейтенанты с утверждением в должности начальника 3-й лёгкой кавалерийской дивизии. Затем назначен начальником 2-й гвардейской кавалерийской дивизии. 16 июля 1861 года был уволен в отпуск на четыре месяца в Лифляндскую губернию и за границу, а по окончании этого срока, Высочайшим приказом от 13 ноября того же года окончательно отчислен от должности и замещён во главе дивизии генерал-лейтенантом К. Ф. Бюлером, с увольнением в бессрочный отпуск в Лифляндскую губернию и дозволением выезжать за границу. В следующем, 1862 году, Будберг вышел в отставку.

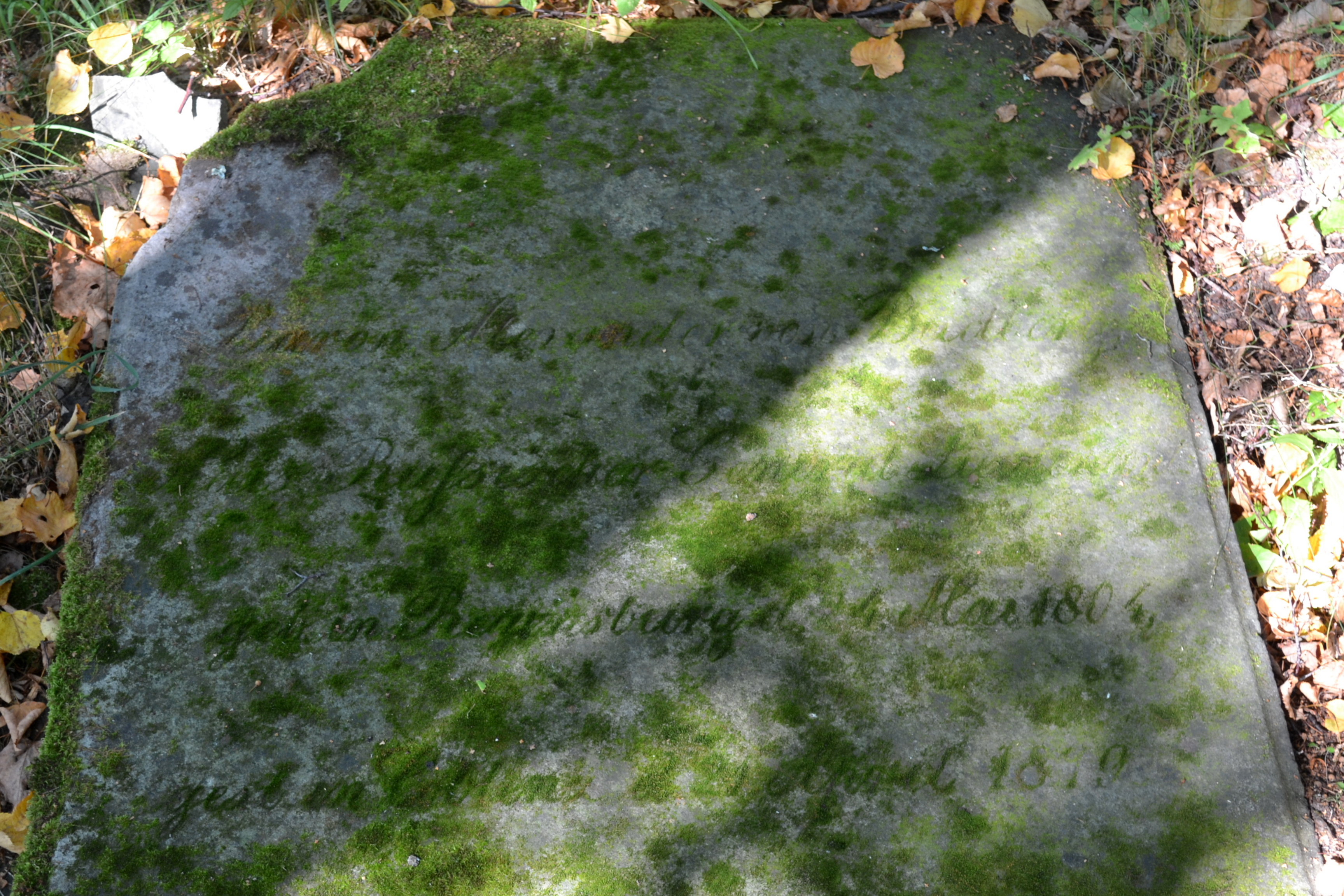
Надгробие в Видрижи

Умер 21 апреля 1879 года в Кобленце. Похоронен у родовой усыпальницы Будбергов в Виддрише.

## Награды
- Орден Святой Анны 3-й ст. с бантом (1829)
- Золотая шпага с надписью «За храбрость» (17.09.1831)
- Орден Святой Анны 2-й ст. (16.06.1831; императорская корона к этому ордену пожалована 22.03.1832)
- Орден Святого Станислава 3-й степени (05.08.1832) (после изменения статута ордена в 1839 г. стал считаться кавалером 2-й ст.)
- Польский Знак отличия «За военное достоинство» 4-й степени (1832)
- Орден Святого Владимира 3-й степени (03.10.1837)
- Знак отличия беспорочной службы за ХХ лет (22.08.1844)
- Орден Святого Георгия 4-й ст. за 25 лет беспорочной службы в офицерских чинах (№ 7393; 12.01.1846)
- Орден Святого Станислава 1-й степени (28.11.1847)
- Орден Святой Анны 1-й степени (06.12.1849; императорская корона к этому ордену пожалована в 1852)
- Орден Святого Владимира 2-й степени (1858)
- Знак отличия беспорочной службы за ХХХ лет (22.08.1859)
- Орден Белого орла (1860)